# Stajnia (grupa literacka)
Stajnia – grupa literacka funkcjonująca w Warszawie od marca 1967 do 1980 wśród grupy studentów Uniwersytetu Warszawskiego, ich przyjaciół i znajomych.

## Członkowie
W skład grupy literackiej wchodzili: Jerzy Jarski, Marian J. Kawałko, Janusz Kostynowicz, Michał Łukaszewicz, Mirosław Sznajder, Jerzy Tomaszkiewicz, Tomasz Wach, Krzysztof Zaleski; ponadto pod szyldem grupy występowali: Zbigniew Dymecki, Alfred Grześko, Wojciech Jachimiak, Agnieszka Ostrowska, Henryk Paszt, Andrzej Pawlina, Piotr Sadowski, Konrad Polaszek, Michał Tracz.

## Historia
Grupa została założona w marcu 1967 roku przez Mirosława Sznajdera, byłego członka grupy literackiej Kalmar. Wczesną wiosną, któregoś z jej późnych wieczorów, na murach Śródmieścia pojawiły się zeszytowego formatu kartki, które dla zainteresowanych piszących stanowiły zaproszenie na spotkanie w kawiarni "Galeria". To założycielskie spotkanie rzeczywiście odbyło się 19 marca 1967 r.
Początkowo spotkania członków "Stajni" i ich sympatyków odbywały się w "Harendzie" i "Telimenie", niekiedy w mieszkaniach prywatnych (jednym z takich stajennych centrów stał się przedwojenny domek Kostynowiczów na Boernerowie, gdzie nad wejściem do poetyckiej suteryny widniał napis "Pro Arte et Studio"). Dzięki wsparciu Tadeusza Mocarskiego z Hybryd, grupa otrzymała lokal w klubie "Karuzela". Przywilejem tym wszakże nie cieszyła się zbyt długo; prawdopodobnie ze względu na kontrowersyjną, zbyt nieprawomyślną wymowę utworów wypowiedziano "Stajni" współpracę. Powrócono zatem do dawnego trybu spotkań i działań, który opierał się na niepisanej zasadzie zupełnej niezależności od jakichkolwiek mecenasów.
Grupa nie uniknęła jednak kłopotów programowych. Samozwańczy lider, J. Tomaszkiewicz coraz wyraźniej domagał się, by inni w ślad za nim, uprawiali poezję narodową, opartą na „aktualizmie” (jeden z postulatów z jego programów publikowanych m.in. na łamach "Poezji"). Dochodziło do ostrych polemik, ponieważ dla wielbicieli Mistrza Konstantego (Łukaszewicz, Jarski), czy dla zwolenników wartości uniwersalnych (Paszt, Kamień, Zaleski, Kostynowicz, Sznajder), dyktatura jednej tylko, rygorystycznie narzucanej poetyki była nie do przyjęcia. Nie przeszkodziło to jednak Tomaszkiewiczowi w zgłoszeniu "Stajni" do Konfederacji Nowego Romantyzmu, któremu szefował wówczas Bohdan Urbankowski. Repliką wobec tez Tomaszkiewicza stał się nurt "poetyckiej moralistyki" (odpowiedzialność i wrażliwość wobec drugiego: czytelnika, poety, człowieka) reprezentowany przez T. Wacha i J. Kostynowicza; ten szedł nawet dalej postulując "poezję konieczną" nieobojętną wobec zdarzeń i dramatów dnia codziennego.
Pozostali członkowie grupy zachowali pewną niezależność i odporność na owe postulaty i realizacje. Pisali po prostu po swojemu – i chyba nie pisali źle. Grupa odnosiła zbiorowe (program "Desant" oraz "Telefonia")i indywidualne sukcesy na licznych imprezach literackich, np. w Turniejach Jednego Wiersza w "Karuzeli" na Jelonkach, w klubie UBAB, w Hybrydach, a także w Kole Polonistów UW. I w Warszawskiej Wiośnie Poetyckiej.
Jako grupa "Stajnia" nie miała możliwości druku; jej publikacje to dwie kolumny poetyckie w Merkuriuszu, piśmie warsztatowym Studium Dziennikarskiego UW. Po roku 1973 spotkania grupy stały się rzadsze. Nie zaprzestano jednak wspólnych inicjatyw wydawniczych, publikując powielane zeszyty poetycko-prozatorskie, obejmujące także dawne utwory byłych członków "Stajni". A przede wszystkim nigdy nie ustały osobiste więzi i kontakty ścisłych stajniowców i ich przyjaciół i znajomych – do dziś. W roku 1980 ostatecznie ustały formalne spotkania, ale nikomu nie przyszło do głowy, by ogłosić ostateczne rozwiązanie "Stajni".